# Трчка, Мефодий Доминик

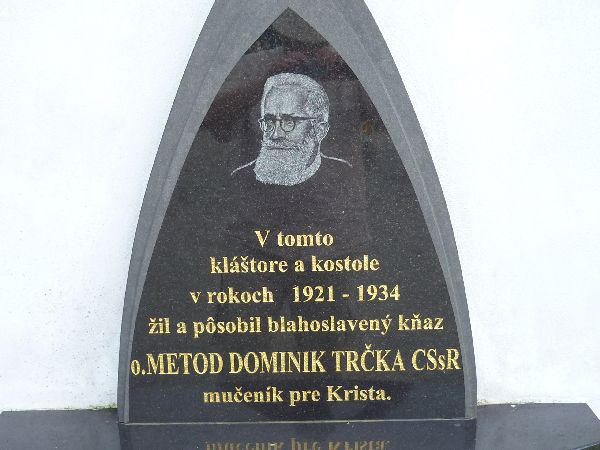
Памятный знак, посвящённый Мефодию Доминику Трчке, монастырь редемптористов, Стропков, Словакия

Мефодий Доминик Трчка  (чеш. Metoděj Dominik Trčka CSsR, 6 июля 1886 г., Фридлант-над-Остравици, Чехия — 23 марта 1959 г., Леопольдов, Словакия) — блаженный Римско-Католической Церкви, священник из монашеской конгрегации редемптористов, мученик, жертва коммунистических преследований Католической церкви в Чехословакии.

## Биография
В 1902 году Доминик Трчка вступил в мужскую монашескую конгрегацию редемптористов. В 1904 году принял монашеские обеты, взяв себе монашеское имя Мефодий. 17.07.1910 года Мефодий Доминик Трчка был рукоположен в священника, после чего начал заниматься пастырской деятельностью в Чехии и Моравии. Во время I Мировой войны работал при госпитале в Прибраме, помогая беженцам.
В 1919 году монастырское начальство направило его в Галицию, чтобы работать среди грекокатоликов. После непродолжительного изучения восточного обряда во Львове, Мефодий Доминик Трчка стал служить в Галиции и Восточной Словакии. Он был одним из первых редемптористов, основавших монастырь в Станиславове (Ивано-Франковск), Украина. Некоторое время он был настоятелем монастырей редемптористов в городах Стропкове и Михаловце, Словакия. В 1935 году Мефодий Доминик Трчка был назначен апостольским визитатором монахинь из конгрегации базилианок в Прешове и Ужгороде, и вскоре после этого его назначили вице-провинциалом редемптористской провинции.
Во время II Мировой войны Мефодий Доминик Трчка помогал евреям, выдавая им свидетельства о крещении.
В 1948 году в Чехословакии начались преследования Католической Церкви. Была закрыта семинария в Михаловце, которой руководил Мефодий Доминик Трчка. В 1949 году словацкое правительство запретило деятельность редемптористов в Словакии, а год спустя в 1950 году деятельность всех католических монастырей на территории Чехословакии была запрещена. Многие монахи были интернированы в концентрационные лагеря. 21.04.1952 года Мефодия Доминика Трчку обвинили в антиправительственной деятельности и шпионаже в пользу Ватикана, приговорив к 12 годам тюремного заключения. Он был заключён в тюрьме в городе Илава, позднее его перевели в тюрьму города Леопольдов, где он умер 23 марта 1959 года в результате жестокого обращения и пыток.

## Прославление
В 1968 году деятельность редемптористов была разрешена и мощи Мефодия Доминика Трчки были перенесены в монастырскую часовню в Михаловце, где они хранятся до сих пор. После падения социалистического правительства в Чехословакии Мефодий Доминик Трчка был реабилитирован.
4.11.2001 года Мефодий Доминик Трчка был беатифицирован Римским папой Иоанном Павлом II вместе с епископом Павлом Гойдичем.
День памяти в Католической Церкви — 23 марта.

## Источник
- L’Osservatore Romano  (итал.)